# Poecilotheria nallamalaiensis
Poecilotheria nallamalaiensis är en spindelart som beskrevs av Rao et al. 2006. Poecilotheria nallamalaiensis ingår i släktet Poecilotheria och familjen fågelspindlar. IUCN kategoriserar arten globalt som otillräckligt studerad. Inga underarter finns listade i Catalogue of Life.